# Leavitt (Alberta)
Pour les articles homonymes, voir Leavitt.
Leavitt est un hameau (hamlet) du Comté de Cardston, situé dans la province canadienne d'Alberta.